# 长吻蓟马属
长吻蓟马属（学名：Salpingothrips）是蓟马科的一属。

## 下属物种
本属包括以下物种：
- 葛藤长吻蓟马 Salpingothrips aimotofus Kudo, 1972
- Salpingothrips hoodi Ananthakrishnan, 1969
- Salpingothrips minimus Hood, 1935